# Ричмонд (Виргиния)
Ри́чмонд (англ. Richmond [ˈrɪtʃmənd]) — город на востоке США, административный центр штата Виргиния. Население — 229 395 человек (2022).

## История

### XVII—XVIII века
До прибытия белых территорию населяли поухатаны — индейское племя, занимавшееся охотой, рыболовством и примитивным земледелием.

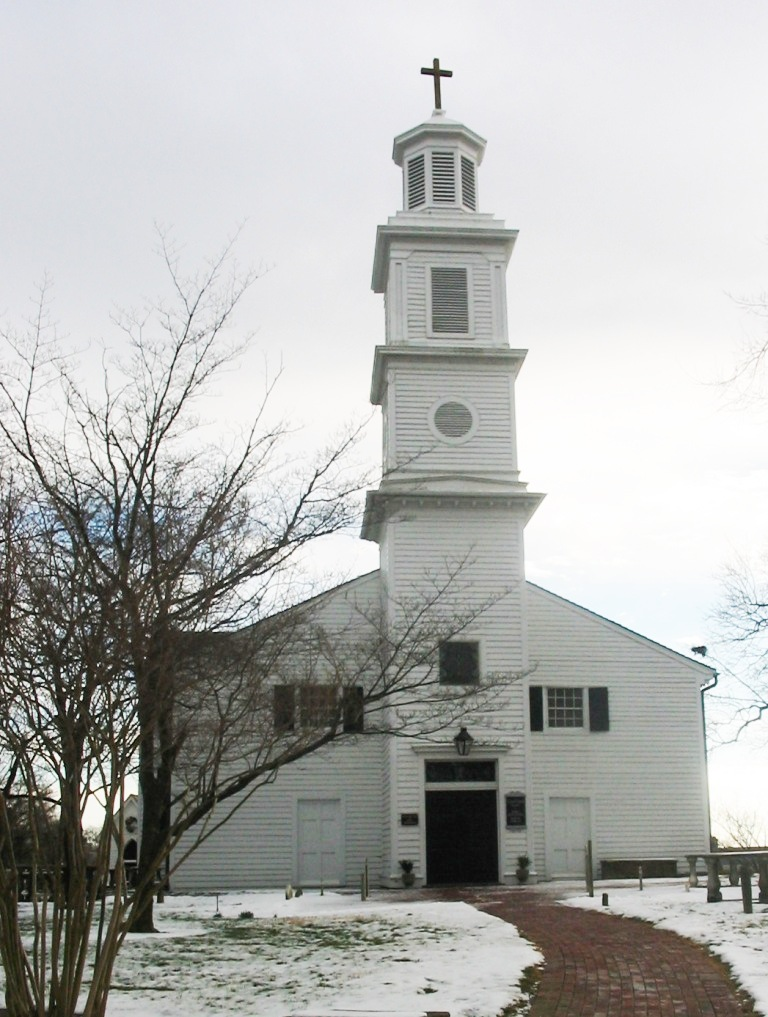
Церковь Св. Иоанна, построена в 1741 г.

В 1607 году английский король Яков I дал Вирджинской компании лицензию на создание колоний в Северной Америке. В апреле того же года было основано английское поселение Джеймстаун, находящееся в 70 км от нынешнего Ричмонда. 24 мая 1607 года английская экспедиция под командованием Кристофера Ньюпорта достигла территории, где сегодня расположена столица Виргинии, и установила крест на одном из островов реки Джеймс. Англичане дважды, в 1609 и 1610 годах, предпринимали попытки основать поселение в этом районе, но каждый раз были вынуждены отступить в связи с постоянными нападениями туземцев. В 1645 году в высшей точке навигации по реке Джеймс было построено укрепление Форт-Чарльз, защищавшее расположенные в речной долине фермы от набегов местного племени. Под защитой форта экономика региона начала быстро развиваться, основой её стало сельское хозяйство (в первую очередь, выращивание табака).
В 1737 году богатый виргинский плантатор и политик Уильям Бёрд направил инженера Уильяма Майо вверх по реке Джеймс с целью основания в подходящем месте нового города. В апреле того же года был основан Ричмонд, получивший своё название в честь пригорода Лондона Ричмонда, где прошло детство Бёрда. Город быстро рос благодаря торговле табаком и рабами.
В 1775 году известный политический деятель тех лет Патрик Генри произнёс в городской церкви свою знаменитую речь «Дайте мне свободу или дайте мне смерть», сыгравшую важную роль в решении Виргинии присоединиться к Континентальному конгрессу.
В апреле 1780 года столица штата была перенесена из Уильямсберга в Ричмонд. Перенос был связан как с опасностью британских рейдов на побережье, так и с желанием властей Виргинии ускорить развитие центральных областей штата. В 1782 году английский отряд под командованием одного из самых известных генералов Войны за независимость, Бенедикта Арнольда, захватил и сжёг город, вынудив губернатора Виргинии Томаса Джефферсона бежать.
Город быстро восстановился после войны. В 1788 году по проекту французского архитектора Шарля-Луи Клериссо (фр. Charles-Louis Clérisseau) был построен Капитолий штата Виргиния (фр. Capitole de l'État de Virginie).

### XIX—XXI века
Первая половина XIX века была временем бурного развития города. Процветающее сельское хозяйство в окрестностях города, строительство канала, соединившего западные области штата с побережьем, прокладка железных дорог, статус столицы штата — все эти факторы, объединившись, сделали Ричмонд одним из важнейших экономических центров Юга. В частности, здесь была сосредоточена большая часть металлургической промышленности южных штатов.

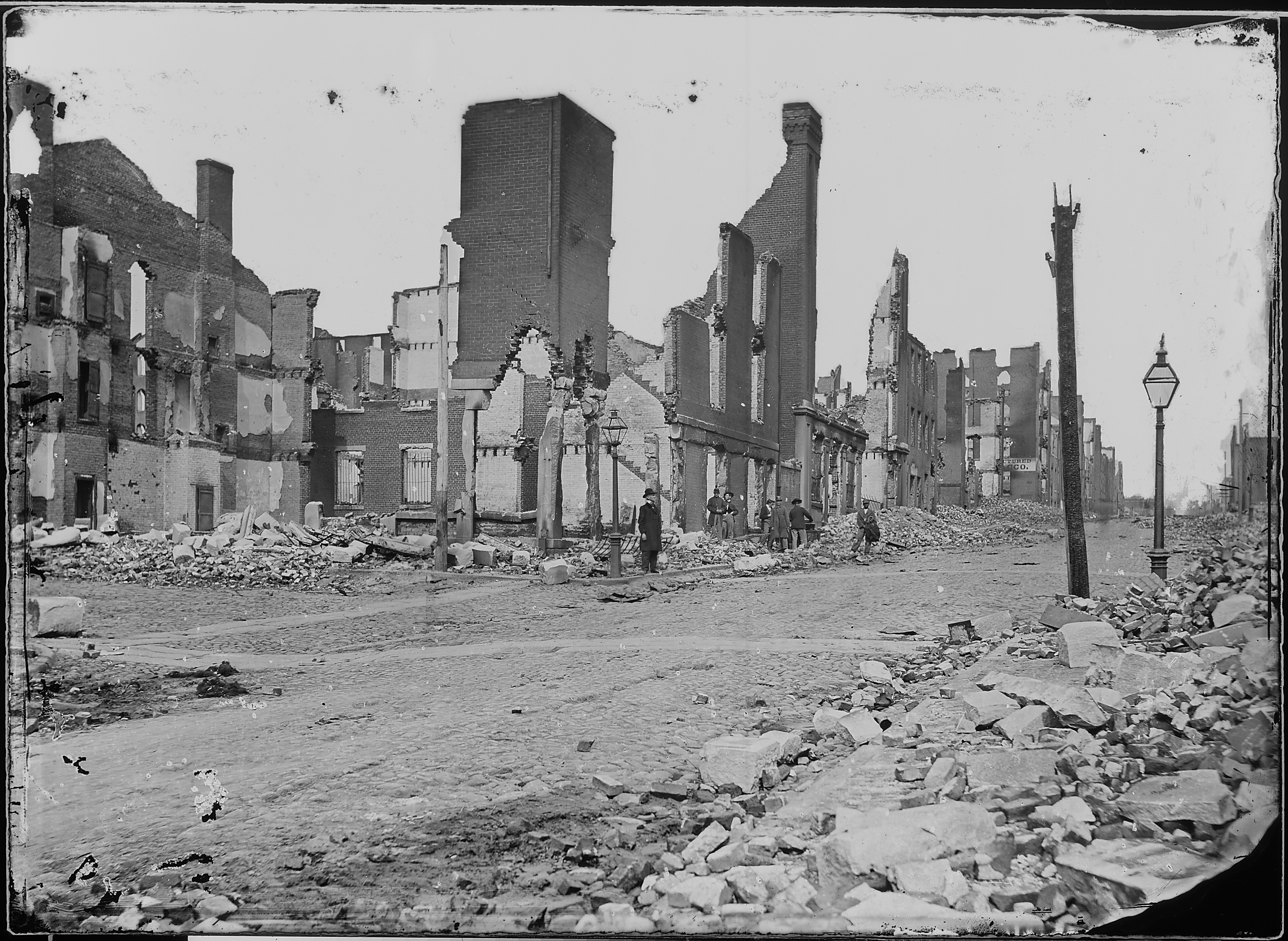
Центр Ричмонда после взятия города северянами, 1860 г.

Благодаря стратегическому значению Ричмонда вскоре после создания Конфедерации туда была перенесена из Монтгомери столица нового государства. Завод Tredegar Iron Works стал главным арсеналом армии южан во время Гражданской войны в США. Важность города отлично понималась и северянами, и летом 1862 года генерал Джордж Макклелан предпринял попытку одним ударом решить исход войны, захватив политический и промышленный центр Конфедерации — началась кампания на полуострове. В ходе Семидневной битвы южане под командованием генерала Ли остановили и разбили наступавших, хотя и сами понесли большие потери. Северянам удалось взять город лишь три года спустя, 2 апреля 1865, когда истощённый блокадой Юг уже не мог сопротивляться многократно превосходящему противнику.
Город вновь быстро восстановился после причинённых войной разрушений, не в последнюю очередь благодаря бурному развитию железных дорог (Ричмонд стал первым в мире перекрёстком сразу трёх железнодорожных линий). Производство табака стало приносить ещё больший доход после изобретения Джеймсом Бонсаком машины для скручивания сигар в 1880. Значительные денежные средства, поступавшие в городской бюджет, позволили Ричмонду запустить в 1888 году первую в США электрифицированную трамвайную систему. К 1900 году численность горожан достигла 85 тысяч чел., из них 62,1 % составляли белые и 37,9 % — негры.
Экономический бум первой половины 1920-х подарил городу множество новых зданий, включая три театра. В Ричмонде начала вещание первая в США телевизионная станция к югу от Вашингтона.
Пережив обычные для крупных городов США проблемы второй половины XX века (бегство белых, образование цветных гетто, деиндустриализация), Ричмонд вновь продемонстрировал высокие темпы экономического роста на рубеже XX—XXI веков, на этот раз опираясь на банковское и страховое дело, транспорт и сферу услуг.

## География и климат

### Географические сведения
Как и многие города Виргинии, Северной и Южной Каролины и Джорджии, основанные в XVIII веке, Ричмонд находится на стыке плато Пидмонт и Приатлантической низменности. Этот район известен как «линия падения», поскольку там находится множество водопадов на ручьях и реках, стекающих с плато. В те годы основным видом транспорта был речной, и «линия падения» была верхней точкой навигации по рекам (так, Ричмонд находится в верхней точке навигации на реке Джеймс).

### Климат
Ричмонд находится в зоне субтропического океанического климата (по классификации климатов Кёппена — Cfa), с типичными для него жарким и дождливым летом, мягкой и влажной зимой.
Среднегодовой показатель солнечного сияния составляет 2829 часов, со средним показателем за год в 64 % от максимально возможного (изменения по всем месяцам от 55 % до 69 %).
| Показатель                                                                | Янв.  | Фев.  | Март  | Апр.  | Май   | Июнь  | Июль  | Авг.  | Сен.  | Окт.  | Нояб. | Дек.  | Год  |
| ------------------------------------------------------------------------- | ----- | ----- | ----- | ----- | ----- | ----- | ----- | ----- | ----- | ----- | ----- | ----- | ---- |
| Абсолютный максимум, °C                                                   | 27    | 28    | 34    | 36    | 38    | 40    | 41    | 42    | 39    | 37    | 30    | 27    | 42   |
| Средний суточный максимум, °C                                             | 8,8   | 10,9  | 15,3  | 21,3  | 25,4  | 29,8  | 31,9  | 30,8  | 27,3  | 21,6  | 15,8  | 10,8  | 20,8 |
| Средняя температура, °C                                                   | 3,5   | 5,0   | 9,1   | 14,7  | 19,3  | 23,9  | 26,3  | 25,3  | 21,8  | 15,6  | 9,8   | 5,4   | 14,9 |
| Средний суточный минимум, °C                                              | −1,8  | −0,9  | 2,9   | 8,0   | 13,2  | 18,1  | 20,7  | 19,8  | 16,2  | 9,4   | 3,8   | 0,1   | 9,1  |
| Абсолютный минимум, °C                                                    | −24   | −23   | −12   | −7    | −1    | 4     | 11    | 8     | 2     | −6    | −12   | −19   | −24  |
| Среднее число солнечных часов в месяц                                     | 172,5 | 179,7 | 233,3 | 261,6 | 288,0 | 306,4 | 301,4 | 278,9 | 237,9 | 222,8 | 183,5 | 163,0 | 2829 |
| Среднее число дней с осадками                                             | 10    | 9     | 11    | 11    | 11    | 11    | 11    | 9     | 9     | 8     | 8     | 10    | 119  |
| Норма осадков, мм                                                         | 82    | 66    | 102   | 81    | 102   | 118   | 111   | 124   | 117   | 86    | 78    | 89    | 1156 |
| Источник: Национальное управление океанических и атмосферных исследований |       |       |       |       |       |       |       |       |       |       |       |       |      |

## Население
По данным на 2022 год, в Ричмонде проживало 229 395 человек (98-е место среди крупнейших городов США и 4-е по штату).
Расовый состав населения:
- белые — 39,8 % (в 1970 — 57 %)
- афроамериканцы — 50,4 %
- латиноамериканцы — 6,3 %
- азиаты — 2,4 %

Среднегодовой доход на душу населения составлял 20 337 долларов США (данные 2000 года). Средний возраст горожан — 34 года. Уровень преступности в 1,8 раза выше среднеамериканского показателя и в 3,6 раза выше среднего по Виргинии.

## Экономика
Благодаря удачному расположению, Ричмонд оставался центром транспортных путей (и, соответственно, экономической активности) и когда основным видом перевозок был речной транспорт, и когда эта роль перешла к железным дорогам, и в наши дни, когда большая часть грузов перевозится автомобилями.
Сегодня основными секторами городской экономики являются юридический и финансовый. Ричмонд является местом размещения Апелляционного суда четвёртого округа США (в ведении которого находятся штаты Виргиния, Западная Виргиния, Северная Каролина и Южная Каролина), а также Федерального резервного банка Ричмонда, одного из двенадцати банков, входящих в Федеральную резервную систему. В Ричмонде находятся 4 из 50 крупнейших юридических фирм США.

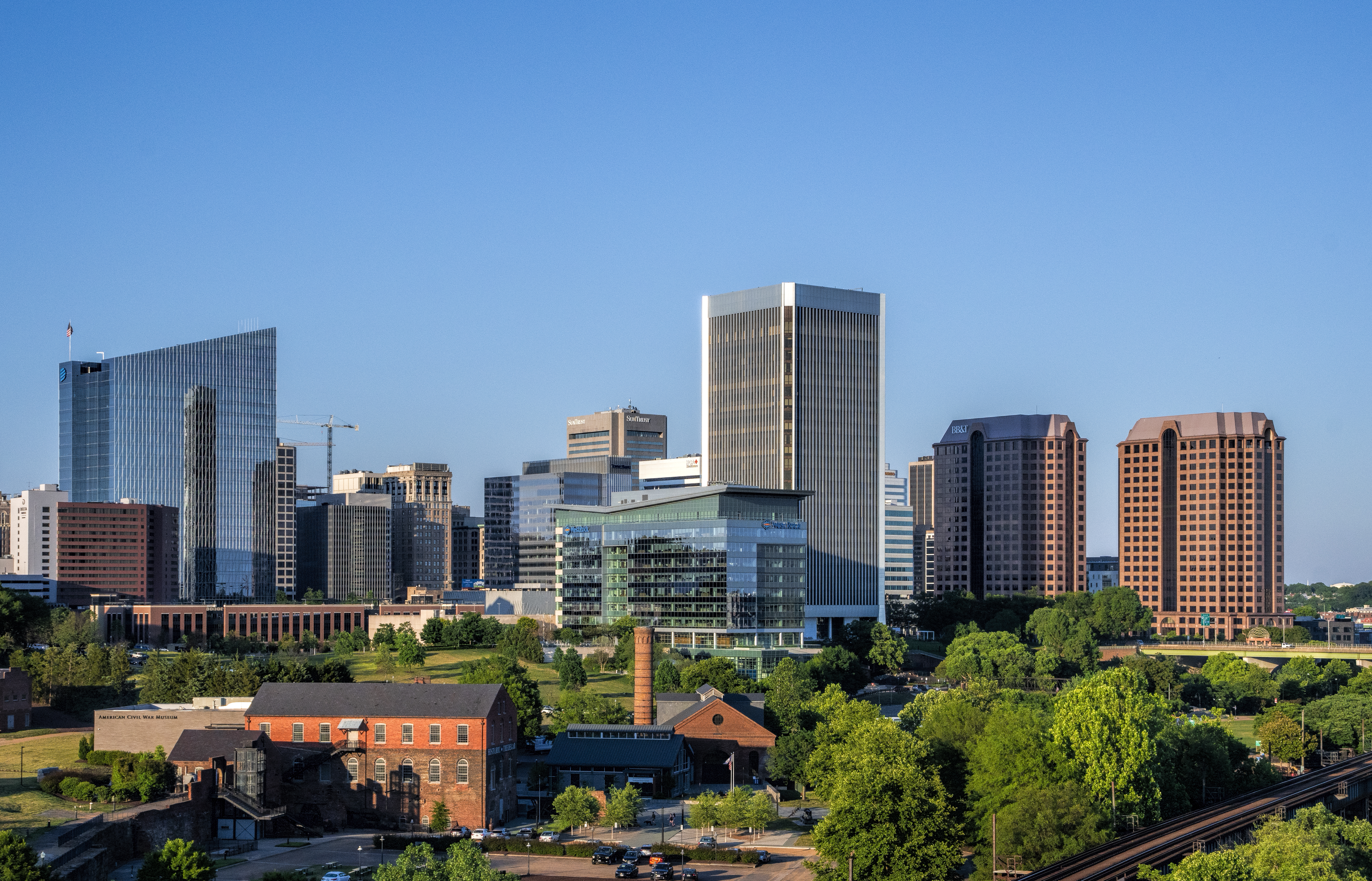
Деловой центр города

В Ричмонде находятся штаб-квартиры шести компаний из списка Fortune 500:
- Dominion Resources (электроснабжение)
- CarMax (торговля новыми и подержанными автомобилями)
- Owens & Minor (медицинское оборудование)
- Genworth Financial (финансовые услуги)
- MeadWestvaco (производство упаковки и бумаги)
- Altria (табачные изделия)

В производственной сфере важное место занимают приборостроение, фармацевтика и биотехнологии.
Благодаря статусу столицы штата заметное количество рабочих мест создают органы государственной власти различных уровней, а также принадлежащие им учреждения образования и здравоохранения.
Среди транспортных компаний расположенных в городе — Estes Express Lines.

## Транспорт

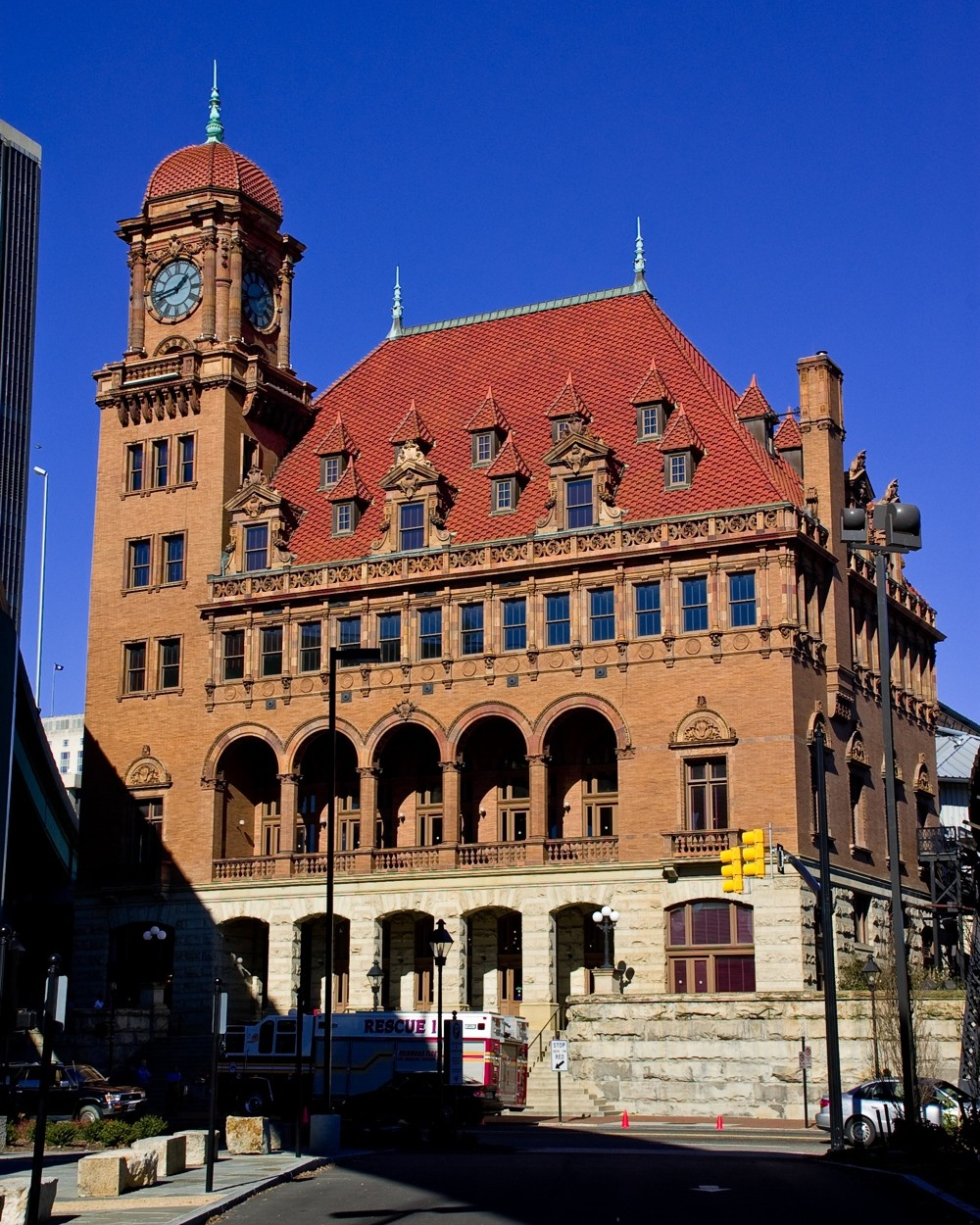
Городской ж/д вокзал

Город обслуживается расположенным в 11 км к юго-востоку от делового центра Международным аэропортом Ричмонда (IATA: RIC, ICAO: KRIC) с годовым пассажирооборотом 3,3 млн человек (2010). Регулярные рейсы совершаются во все основные города США восточнее Скалистых гор, а также в Торонто.
На железнодорожной станции Ричмонда, расположенной в центре города, 18 раз в день останавливается поезд Northeast Regional, соединяющий Норфолк (Виргиния) с Бостоном.
Основные автомобильные дороги, проходящие через Ричмонд и его окрестности: межштатные шоссе I-64 и I-95, а также скоростные дороги US 1, US 33 и US 60.
Общественный транспорт в Ричмонде и окрестностях представлен организацией Greater Richmond Transit Company, под управлением которой находится 59 автобусных маршрутов и 12 маршрутов автобусов-экспрессов.

## Достопримечательности
- Проспект Монументов
- Музей науки[англ.]
- Церковь Сен-Джон[англ.]
- Музей конфедерации (Белый дом Конфедерации)
- Капитолий штата Виргиния
- Музей Эдгара По[англ.]

В Ричмонде проводится ежегодный фестиваль камерной музыки Александра Палея.

## Города-побратимы
- Намибия: Виндхук
- Великобритания: Ричмонд-на-Темзе (Лондон)
- Япония: Сайтама
- Мали: Сегу
- Китай: Чжэнчжоу